# Kankuamo marquezi
Kankuamo marquezi (лат.) — вид пауков-птицеедов, единственный в составе монотипического рода Kankuamo. Обладает защитными жгучими волосками. Назван в честь Габриэля Гарсиа Маркеса и индейцев канкуамо.

## Ареал
Южная Америка. Эндемик Колумбии, 2000—2300 м, южные склоны горного массива Сьерра-Невада-де-Санта-Марта на побережье Прикарибской низменности департамента Сесар.

## Описание
Среднего размера паук-птицеед коричневого цвета (тело от 3 до 4 см, с ногами вдвое крупнее), тело частично покрыто жгучими волосками, используемыми для защиты. Эти волоски, попадая на кожу врага, вызывают сильную зудящую боль. Но, в отличие от других птицеедов, он не бросает во врага свои острые жалящие волоски (потирая задними ногами по спинной поверхности брюшка), а втыкает их в противника направленным движением в прямой атаке. Длина заострённых щетиновидных волосков 1122±40 µm, а ширина 33±3 µm. До открытия Kankuamo marquezi у птицеедов было известно 6 видов жгучих волосков, варьирующих по строению, размерам и особенностям функционирования. Два типа таких волосков (II и V) были найдены у представителей подсемейства Aviculariinae, а четыре других типа (I, III, IV и VI) обнаружены у представителей подсемейства Theraphosinae. У Kankuamo marquezi обнаружен новый, седьмой тип жгучих волосков (VII): заострённые ланцетовидные, с зазубринами, рыжеватого цвета. В ходе экспериментов выявлено, что эти волоски легко вонзаются в кожу пальца человека, а при попытке удалить их они так же легко обламываются у дистального конца, оставляя остаток внутри ткани.
Обитает во влажных тропических лесах в высокогорной части Колумбии. В местах обнаружения Kankuamo marquezi растут представители семейств пальмовые (Arecaceae) и хризобалановые (Chrysobalanaceae) и обитают змеи рода Atractus и лягушки рода Atelopus.

## Систематика и этимология названия
Вид K. marquezi был впервые описан в 2016 году группой уругвайских и колумбийских арахнологов и назван в честь Нобелевского лауреата Габриэля Гарсиа Маркеса, одного из крупнейших писателей XX века, родившегося в Колумбии. Родовое название Kankuamo происходит от именования местного малочисленного племени индейцев канкуамо, чья культура и язык находятся под угрозой исчезновения. Филогенетический морфологический анализ показал близость рода Kankuamo к таксону Metriopelma. Авторы открытия включили его в состав подсемейства Theraphosinae.